# انتقام التنانين الخضراء (فلم)
انتقام التنانين الخضراء (بالإنجليزية: Revenge of the Green Dragons) هو فيلم درامي عن الجريمة صدر عام 2014، من إخراج أندرو لاو، وسيناريو مايكل دي جياكومو وأندرو لو، ومن إنتاج مارتن سكورسيزي، الفيلم مأخوذ عن مقال فريدريك دانين الذي تم نشره في نيويوركر، والذي أرخ القصة الحقيقية لحياة العصابات الصينية الأمريكية في الثمانينيات والتسعينيات من القرن الماضي في مدينة نيويورك.

## روابط خارجية
انتقام التنانين الخضراء على موقع IMDb (الإنجليزية)
- انتقام التنانين الخضراء على موقع ميتاكريتيك (الإنجليزية)
- انتقام التنانين الخضراء على موقع روتن توميتوز (الإنجليزية)
- انتقام التنانين الخضراء على موقع قاعدة بيانات الأفلام العربية
- انتقام التنانين الخضراء على موقع ألو سيني (الفرنسية)
- انتقام التنانين الخضراء على موقع بوكس أوفيس موجو (الإنجليزية)
- انتقام التنانين الخضراء على موقع قاعدة بيانات الفيلم (الإنجليزية)
- انتقام التنانين الخضراء على موقع ليتربوكسد (الإنجليزية)
- انتقام التنانين الخضراء على موقع كينوبويسك (الروسية)